# Karussell (Label)
Karussell ist ein Hörspiel-Label mit Sitz in Berlin, das zur Gruppe Universal Music gehört. Das Label ist auf Kinderhörspiele und -lieder spezialisiert und produziert Serien wie Gabriel Burns und Biene Maja.

## Geschichte
Das schwedische Pop- und Jazzlabel wurde 1953 unter dem Namen Karusell von Carl-Gustaf Niren und Simon Brehm gegründet. Es war an der Einführung von Jazz in Skandinavien als Lizenzträger für Norman Granz’ Jazz-Labels in den 1950er und 1960er Jahren führend. Unter diesem Label erschienen u. a. The Poni-Tails, Johnny Nash, Steve Lawrence,	Paul Anka und Sam Cooke.  	
Im Jahr 1962 erwarb die Deutsche Grammophon das Label. Zunächst diente es unter der neuen Bezeichnung Karussell ab 1967 als Niedrigpreis-Label für weniger prominente Künstler und Neuauflagen des Pop- und Jazzsegments. Es erschienen später aber auch Interpreten wie z. B. James Last unter Karussell.
Seit den 1980er Jahren gehört Karussell mit EUROPA, maritim und KIOSK zu den vier beherrschenden Labels für Hörspiele.
Im September/Oktober 2006 wurde das Firmenlogo nach über zwei Jahrzehnten verändert.
Auf dem Sublabel Spectrum Music vertreibt Karussell auch Musik-Compilations internationaler Künstler, deren Ausgaberechte unter anderem bei Mercury Records liegen.

## Veröffentlichte Serien (Auswahl)
| - Abseits der Wege - Alf - Alfred J. Kwak - Asterix - Bummi - Conni - Der kleine König - Der kleine Vampir - Die Abenteuer des Mausbiber Gucky - Die Ampelmännchen - Der Räuber Hotzenplotz | - Gabriel Burns - Heidi - Käpt’n Balu und seine tollkühne Crew - Löwenzahn - Meister Eder und sein Pumuckl - Pippi Langstrumpf - Point Whitmark - Scotland Yard - Raumschiff Enterprise – Das nächste Jahrhundert - Die echten Ghostbusters | - Was ist was - Wickie - Winx Club - Nils Holgersson - Arborex und der Geheimbund KIM - Hallo Spencer - Leonie Löwenherz - Walt Disney |

Veröffentlichte Hörspiele:
- Krabat
- Momo
- Das Boot – Hörspiel zum Film